# Vaudoy-en-Brie
Vaudoy-en-Brie est une commune française située dans le département de Seine-et-Marne en région Île-de-France.

## Géographie

### Localisation
Le village est situé à 24 km au nord-ouest de Provins et à 20 km au nord-est de Nangis.

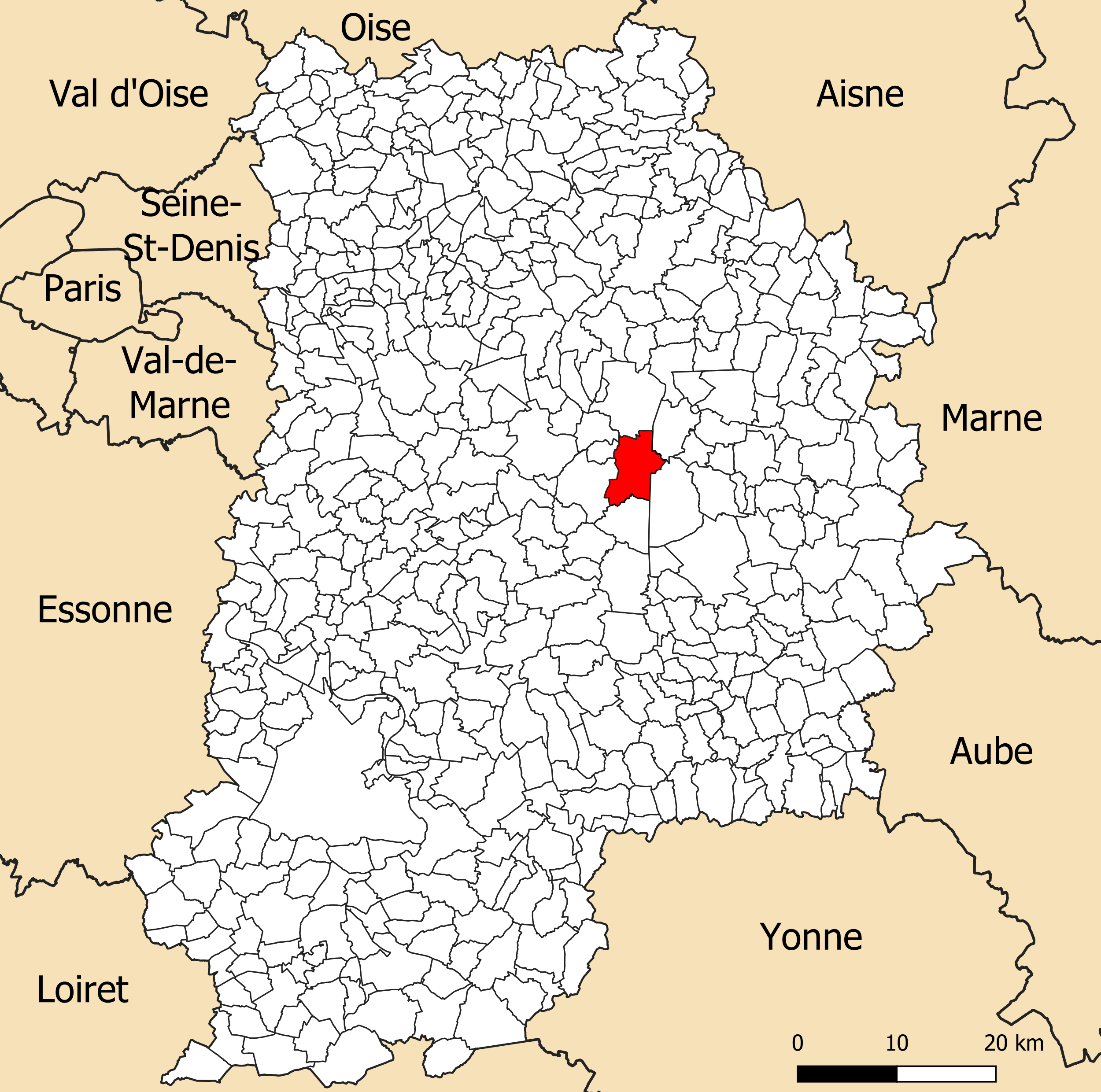
Localisation de la commune de Vaudoy-en-Brie dans le département de Seine-et-Marne.

### Communes limitrophes

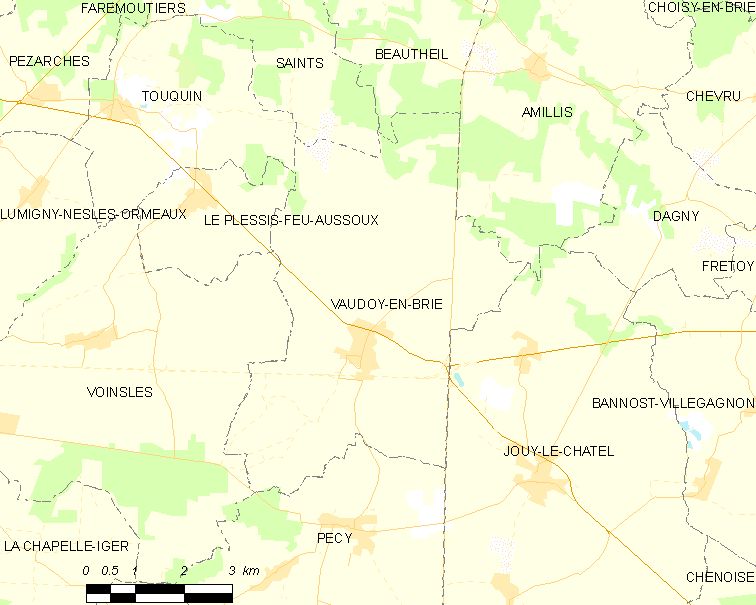
Carte des communes limitrophes de Vaudoy-en-Brie.

| Touquin Le Plessis-Feu-Aussoux | Beautheil-Saints | Amillis        |
| Voinsles                       | Vaudoy-en-Brie   |                |
|                                | Pécy             | Jouy-le-Châtel |

### Géologie et relief
Le territoire communal est très peu accentué, en très grande partie occupé par des terres agricoles. Les principaux espaces boisés sont au nord (bois de Grangemenant, bois de la Ferrière) tandis que quelques petits bois épars se répartissent sur le reste du territoire.
Les industries extractives sont présentes sur le territoire avec des carrières d'exploitation des calcaires du Champigny et des puits de pétrole. Le territoire de la commune est inclus dans la concession de "Champotran" découverte en 1985 et exploitée depuis 1997 par Vermilion Energy. De nouveaux puits de développement vont être forés sous la nappe phréatique des calcaires du Champigny.

### Hydrographie

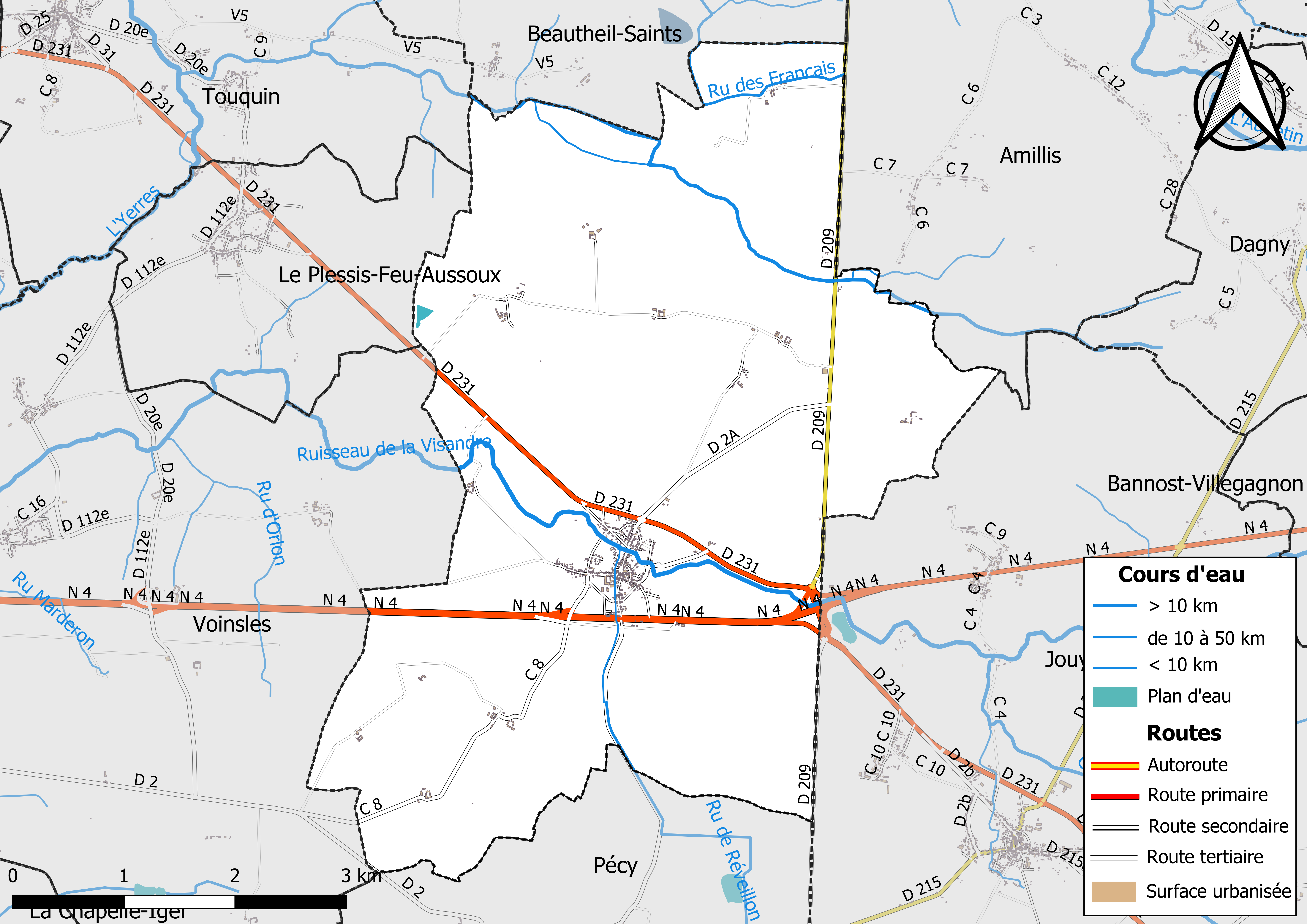
Carte des réseaux hydrographique et routier de Vaudoy-en-Brie.

Le système hydrographique de la commune se compose de huit cours d'eau référencés :
- la Visandre, longue de 30,93 km[2], affluent de l'Yerres en rive gauche. Le 31 août 1958, la Visandre, habituellement un calme ru, déborde et envahit la plaine. En 2016, la visandre déborde à nouveau de façon spectaculaire ;
  - le fossé 01 de la Commune de Vaudoy-en-Brie, 1,50 km[3], qui conflue avec la Visandre ;
    - le ru de Réveillon, 12,15 km[4], qui conflue avec le fossé 01 de la Commune de Vaudoy-en-Brie ;
- le ru de l'Étang de Beuvron, long de 10,44 km[5], affluent de l’Yerres, traverse la partie nord de la commune ;
  - un bras du ru de l'Étang de Beuvron, long de 1,29 km[6], ainsi que deux de ses affluents :
  - le fossé 01 de Montauban, 1,67 km[7] ;
  - le ru des Français, 7,08 km[8] ;
    - le fossé 02 du Bois de Grangemenant, canal de 1,29 km[9], qui conflue avec le ru des Français.

La longueur totale des cours d'eau sur la commune est de 13,9 km.

### Climat
Pour des articles plus généraux, voir Climat de l'Île-de-France et Climat de Seine-et-Marne.
En 2010, le climat de la commune est de type climat océanique dégradé des plaines du Centre et du Nord, selon une étude du CNRS s'appuyant sur une série de données couvrant la période 1971-2000. En 2020, Météo-France publie une typologie des climats de la France métropolitaine dans laquelle la commune est exposée à un climat océanique altéré et est dans la région climatique Nord-est du bassin Parisien, caractérisée par un ensoleillement médiocre, une pluviométrie moyenne régulièrement répartie au cours de l’année et un hiver froid (3 °C).
Pour la période 1971-2000, la température annuelle moyenne est de 10,8 °C, avec une amplitude thermique annuelle de 15,2 °C. Le cumul annuel moyen de précipitations est de 740 mm, avec 11,3 jours de précipitations en janvier et 7,8 jours en juillet. Pour la période 1991-2020, la température moyenne annuelle observée sur la station météorologique la plus proche, située sur la commune de Chevru à 10 km à vol d'oiseau, est de 11,2 °C et le cumul annuel moyen de précipitations est de 697,7 mm,. Pour l'avenir, les paramètres climatiques de la commune estimés pour 2050 selon différents scénarios d'émission de gaz à effet de serre sont consultables sur un site dédié publié par Météo-France en novembre 2022.

### Milieux naturels et biodiversité
Aucun espace naturel présentant un intérêt patrimonial n'est recensé sur la commune dans l'inventaire national du patrimoine naturel,,.

## Urbanisme

### Typologie
Au 1er janvier 2024, Vaudoy-en-Brie est catégorisée bourg rural, selon la nouvelle grille communale de densité à sept niveaux définie par l'Insee en 2022.
Elle est située hors unité urbaine. Par ailleurs la commune fait partie de l'aire d'attraction de Paris, dont elle est une commune de la couronne,. Cette aire regroupe 1 929 communes,.

### Lieux-dits et écarts
La commune compte 70 lieux-dits administratifs répertoriés consultables ici (source : le fichier Fantoir). dont le Jariel et les Taillis.
Le territoire comprend dix fermes isolées au milieu de leurs champs : Courtavenel, Vaujard, le Luat, la Bonnière, Gloise, la Berge, Monthiérand, les Prés, Champotran, Grangemenant.

### Occupation des sols
En 2018, le territoire de la commune se répartit en 90 % de terres arables, 6,6 % de forêts, 2,7 % de zones urbanisées et 0,8 % de zones agricoles hétérogènes,,.

### Logement
En 2016, le nombre total de logements dans la commune était de 343 dont 95 % de maisons et 5 % d'appartements.
Parmi ces logements, 92,7 % étaient des résidences principales, 2,3 % des résidences secondaires et 5 % des logements vacants.
La part des ménages fiscaux propriétaires de leur résidence principale s'élevait à 80,8 % contre 16 % de locataires dont, 0,3 % de logements HLM loués vides (logements sociaux) et, 3,1 % logés gratuitement.

### Voies de communication et transports
On y accède soit par l'A4, sortie 13 en direction de Provins, soit par la N 4.

#### Transports
La commune est desservie par la ligne d’autocars No 50 (Provins – Chessy) du Réseau de bus Provinois - Brie et Seine.

## Toponymie
Le nom de la localité est mentionné sous les formes Vodoi et Vaudoi vers 1222 (Livre des vassaux) ; Veodoi en 1265 ; Vodaium en 1267 ; Voudai en 1270 ; Vodeium en 1272 ; Voudeium en 1284 ; Vodoi en 1296 ; L'église de Vodoy près de Pécy en 1346 ; Vodoy en Brie en 1395 ; Vedoi en 1466 ; Voldoy en 1535 ; Le bourg de Vauldoy en Brie en 1621 ; Vaudoy en Brie en 1672 ; Vaudois en 1770.
Du latin vallis, « vallée ».
Vaudoy-en-Brie (Décret du 22 décembre 1943).
La Brie est une région naturelle française située dans la partie orientale du bassin parisien, entre les vallées de la Marne, de l'Orge, de la Seine et la côte d'Île-de-France.

## Histoire
Le territoire est situé sur le passage d'une voie romaine, une des routes de la Via Agrippa allant de Sens à Meaux par Châteaubleau et Chailly-en-Brie.
Le village est mentionné au XIIIe siècle, « Vodoi ». Jusqu'en 1285, le village est situé dans une « marche séparante » dans laquelle les habitants dépendent et du puissant comte de Champagne et du roi de France. Par le mariage en 1284 du futur Philippe le Bel et de Jeanne Ire de Navarre le village est rattaché à la couronne lorsque Philippe le Bel devient roi de France en 1285.
La motte Chartreuse est citée en 1443, la motte Chantibout en 1467. Église à la collation de l'évêque de Meaux. Prieuré bénédictin de la Buhotière ou de la Bonnière, à la collation de l'abbé de Saint-Martin de Pontoise.

## Politique et administration

### Liste des maires
| Période                                  | Période   | Identité          | Étiquette | Qualité |
| ---------------------------------------- | --------- | ----------------- | --------- | ------- |
| Les données manquantes sont à compléter. |           |                   |           |         |
| avant 1981                               | ?         | Jean Guillier     |           |         |
|                                          |           |                   |           |         |
| avant 1995                               | ?         | Vital Lalo        |           |         |
|                                          |           |                   |           |         |
| mars 2001                                | mars 2008 | Christian Giroud  |           |         |
| mars 2008                                | En cours  | Béatrice L'Écuyer |           |         |

## Population et société

### Démographie
L'évolution du nombre d'habitants est connue à travers les recensements de la population effectués dans la commune depuis 1793. Pour les communes de moins de 10 000 habitants, une enquête de recensement portant sur toute la population est réalisée tous les cinq ans, les populations de référence des années intermédiaires étant quant à elles estimées par interpolation ou extrapolation. Pour la commune, le premier recensement exhaustif entrant dans le cadre du nouveau dispositif a été réalisé en 2006.

En 2022, la commune comptait 881 habitants, en évolution de −1,45 % par rapport à 2016 (Seine-et-Marne : +3,92 %, France hors Mayotte : +2,11 %).
| 1793 | 1800 | 1806 | 1821 | 1831 | 1836 | 1841 | 1846 | 1851 |
| ---- | ---- | ---- | ---- | ---- | ---- | ---- | ---- | ---- |
| 640  | 753  | 739  | 725  | 792  | 803  | 830  | 844  | 848  |

| 1856 | 1861 | 1866 | 1872 | 1876 | 1881 | 1886 | 1891 | 1896 |
| ---- | ---- | ---- | ---- | ---- | ---- | ---- | ---- | ---- |
| 855  | 837  | 810  | 771  | 823  | 816  | 786  | 752  | 750  |

| 1901 | 1906 | 1911 | 1921 | 1926 | 1931 | 1936 | 1946 | 1954 |
| ---- | ---- | ---- | ---- | ---- | ---- | ---- | ---- | ---- |
| 793  | 753  | 740  | 637  | 593  | 599  | 571  | 600  | 575  |

| 1962 | 1968 | 1975 | 1982 | 1990 | 1999 | 2006 | 2011 | 2016 |
| ---- | ---- | ---- | ---- | ---- | ---- | ---- | ---- | ---- |
| 509  | 460  | 444  | 469  | 582  | 675  | 808  | 849  | 894  |

| 2021 | 2022 | - | - | - | - | - | - | - |
| ---- | ---- | - | - | - | - | - | - | - |
| 887  | 881  | - | - | - | - | - | - | - |

La progression de la population est sensible depuis une trentaine d'années et devrait se maintenir dans les prochaines années, avec la tendance des franciliens à vouloir s'installer en grande couronne, où les prix de l'immobilier sont moins élevés avec un cadre de vie plus rural.

### Enseignement
Vaudoy-en-Brie dispose d'une école primaire publique (La clé des champs), comprenant une école élémentaire, située 13 rue du Tour de l'église.
Cet établissement public, inscrit sous le code 0770850F, comprend 95 élèves (chiffre de l'Éducation nationale) en 2018, et dispose d’un restaurant scolaire et d’une garderie périscolaire.
La commune dépend de l'académie de Créteil ; pour le calendrier des vacances scolaires, Vaudoy-en-Brie est en zone C.

## Économie

### Revenus de la population et fiscalité
En 2018, le nombre de ménages fiscaux de la commune était de 324, représentant 952 personnes et la  médiane du revenu disponible par unité de consommation  de 24 110 euros.

### Emploi
En 2017 , le nombre total d’emplois dans la zone était de 119, occupant 437 actifs  résidants.
Le taux d'activité de la population (actifs ayant un emploi) âgée de 15 à 64 ans s'élevait à 70,7 % contre un taux de chômage de 9,2 %. 
Les 20,1 % d’inactifs se répartissent de la façon suivante : 10,1 % d’étudiants et stagiaires non rémunérés, 5,9 % de retraités ou préretraités et 4,1 % pour les autres inactifs.

### Secteurs d'activité

#### Entreprises et commerces
En 2019, le nombre d’unités légales et d’établissements (activités marchandes hors agriculture. ) par secteur d'activité était de 45 dont 1 dans l’industrie manufacturière, industries extractives et autres, 14 dans la construction, 10 dans le commerce de gros et de détail, transports, hébergement et restauration, 3 dans l’Information et communication, 2 dans les activités financières et d'assurance, 2 dans les activités immobilières, 7 dans les activités spécialisées, scientifiques et techniques et activités de services administratifs et de soutien, 3 dans l’administration publique, enseignement, santé humaine et action sociale et 3  étaient relatifs aux autres activités de services.
En 2020, 8 entreprises ont été créées sur le territoire de la commune, dont 6 individuelles.
Au 1er janvier 2021, la commune ne disposait pas d’hôtel et de terrain de camping.
- Carrières et puits de pétrole.
- Betterave, blé, maïs, soja, pomme de terre. Exploitation par de nombreuses fermes isolées : Champotran, Gloise, Jariel, Courtavenel, Grangemenant, la Berge.

## Culture locale et patrimoine

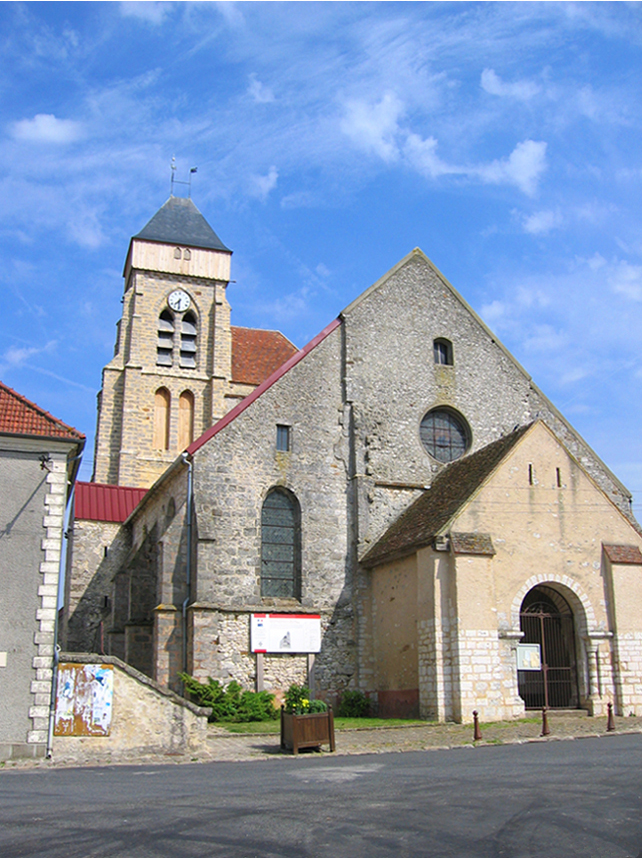
L'église Saint-Médard.

### Patrimoine religieux
Consacrée en 1540, l'église Saint-Médard,  Classé MH (1921),.
Précédée d'un porche du XIIe siècle, elle se compose d'une nef de la même époque, voûté au XVIe siècle, accostée de collatéraux, et terminée par un chœur de la 1re moitié du XIIIe siècle. Ce dernier, formé de deux travées précédant une abside polygonale, est également flanqué de bas-côtés terminés par des chapelles polygonales. Il présente une gracieuse élévation à trois étages (grandes-arcades, triforium, fenêtres-hautes) qui l'on fait surnommé la « lanterne de la Brie ».
Le clocher, au toit en pavillon, se dresse sur le flanc nord du chœur de l'église.
L'édifice abrite une statuaire de qualité, dont un christ en bois du XVe siècle.

### Architecture civile
- Fermes de type briard : bâtiments disposés autour d'une cour carrée, toits de tuiles plates.
- Éolienne.
- Fontaine de Saint-Médard, XVe siècle (puits artésien)[55].
- Châteaux de Glaise, de Tilloy et de Courtavenel le plus connu (fut jusqu'en 1865 un des lieux les plus fréquentés par des musiciens et des romanciers tels que Berlioz, Corot, Flaubert, Gounod, etc.)[56],[57].
- Château de Champotran, XVIIe siècle[58].

### Patrimoine culturel

#### Vie artistique et littéraire auXIXesiècle
Le château de Courtavenel est dans les années 1850 un rendez-vous littéraire et musical. Le propriétaire Louis Viardot, âgé d'une quarantaine d'années, épouse en 1840 Pauline Garcia âgée de 18 ans qui deviendra la cantatrice Pauline Viardot, sœur cadette de la célèbre Maria Malibran. George Sand fut l'artisan du mariage. Leur fils Paul Viardot naîtra au château.
L'écrivain russe Ivan Tourgueniev a fait de fréquents séjours à Courtavenel.
Charles Gounod y composa l'opéra Sapho pour Pauline, et Hector Berlioz y finira les Troyens.
Le château a été détruit vers 1884 et il n'en reste qu'une ferme. Un siècle auparavant, vers 1760, Gabriel-Charles de Lattaignant composa à Grangemenant certains couplets de la célèbre chanson populaire J'ai du bon tabac.

### Personnalités liées à la commune
- Camille Montagne (1784–1866), médecin militaire, botaniste et mycologue est né à Vaudoy.
- Suzanne Grandais (1893-1920), actrice française est morte dans un accident de la route survenu lieu-dit Le Pré Vert à Vaudoy-en-Brie.
- Christian Jacob (1959), député et ancien ministre d'État fut conseiller municipal de la commune.

### Héraldique
| Blason de Vaudoy-en-Brie | Blason  | De gueules à la tierce ondée en bande et abaissée d'argent,accompagnée en chef à senestre d'une couronne de laurier ouverte d'or; au franc-quartier d'azur chargé du clocher de l'église du lieu d'argent. |
| Blason de Vaudoy-en-Brie | Détails | Créé par JF Binon. Sur document Mairie 2018 |